# Teucholabis (Teucholabis) liponeura
Teucholabis (Teucholabis) liponeura is een tweevleugelige uit de familie steltmuggen (Limoniidae). De soort komt voor in het Neotropisch gebied.